# Ilkka Nyqvist
Ilkka Nyqvist (* 8. September 1975) ist ein finnischer Badmintonspieler. 

## Karriere
Ilkka Nyqvist wurde 1998 erstmals finnischer Meister. Weitere Titelgewinne folgten 1999, 2000 und 2008. 2002 siegte er bei den Austrian International, 2004 bei den Estonian International. 1997, 1999 und 2001 nahm er an den Badminton-Weltmeisterschaften teil.

## Sportliche Erfolge
| Saison | Veranstaltung                   | Disziplin    | Platz | Name                             |
| ------ | ------------------------------- | ------------ | ----- | -------------------------------- |
| 1998   | Finnland: Einzelmeisterschaften | Herrendoppel | 1     | Ilkka Nyquist / Ville Kinnunen   |
| 1999   | Weltmeisterschaft               | Herrendoppel | 33    | Ville Kinnunen / Ilkka Nyqvist   |
| 1999   | Finnland: Einzelmeisterschaften | Herrendoppel | 1     | Ilkka Nyquist / Ville Kinnunen   |
| 2000   | Finnland: Einzelmeisterschaften | Herrendoppel | 1     | Ilkka Nyqvist / Antti Viitikko   |
| 2002   | Austrian International          | Herreneinzel | 1     | Ilkka Nyquist                    |
| 2004   | Estonian International          | Mixed        | 1     | Ilkka Nyqvist / Leena Löytömäki  |
| 2008   | Finnland: Einzelmeisterschaften | Herrendoppel | 1     | Ilkka Nyqvist / Tuomas Palmqvist |